# Giada Ballan
Giada Ballan (Castelfranco Veneto, 19 ottobre 1973) è una nuotatrice artistica italiana.

## Biografia
Nata a Castelfranco Veneto, in provincia di Treviso, nel 1973, a 18 anni ha vinto la medaglia di bronzo nella gara a squadre agli Europei di Atene 1991, chiudendo dietro a Unione Sovietica e Francia. Ha confermato lo stesso risultato nella medesima gara anche a Sheffield 1993 e Vienna 1995, in entrambi i casi dietro a Russia e Francia.
A 22 anni ha partecipato ai Giochi olimpici di Atlanta 1996, nella gara a squadre con Bianchi, Brunetti, Burlando, Carnini, Carrafelli, Cecconi, Celli, Farinelli e Nuzzo, arrivando al 6º posto con 94.253 punti (32.807 nel tecnico e 61.446 nel libero).
Agli Europei di Siviglia 1997 è arrivata sul podio sia nella gara a squadre, dietro a Russia e Francia, sia nel duo insieme a Serena Bianchi, dietro alle coppie russe e francesi. Conquistato il suo sesto bronzo continentale nella gara a squadre a Istanbul 1999, ancora dietro a Russia e Francia, a Helsinki 2000 ha finalmente ottenuto l'argento nella gara a squadre, dietro alla sola Russia.
Ha preso di nuovo parte alle Olimpiadi a 26 anni, a Sydney 2000, nella gara a squadre con Bianchi, Brunetti, Burlando, Cassin, Cecconi, Dominici, Lucchini e Porchetto, arrivando ancora al 6º posto, stavolta con 95.177 punti (32.993 nel tecnico e 62.184 nel libero).
Nello stesso 2000 è stata insignita del titolo di Cavaliere Ordine al Merito della Repubblica Italiana.
Sposata con Roberto Sciessere dal 2002, è madre di Tommaso e Matilde Sciessere.  

## Palmarès

### Campionati europei
- 7 medaglie:
  - 1 argento (Gara a squadre a Helsinki 2000)
  - 6 bronzi (Gara a squadre ad Atene 1991, gara a squadre a Sheffield 1993, gara a squadre a Vienna 1995, duo a Siviglia 1997, gara a squadre a Siviglia 1997, gara a squadre a Istanbul 1999)